# Malmbergets Dennewitz
Dennewitz var ett mindre gruvsamhälle mellan Malmberget och Koskullskulle, beläget omkring tre kilometer utanför Malmberget.
Samhället byggdes upp under slutet av 1800-talet i samband med gruvnäringens expansion och som mest bodde cirka 800 personer där. Ett hundratal lägenheter uppfördes i samhället mellan 1907 och 1908. Dennewitz hade såväl skola som mataffär. Invånarana Dennewitz från mitten av 1960-talet. 1968 avvecklades området på grund av rasrisk och samtliga byggnader revs.
Namnet Dennewitz är taget från en plats i den tyska kommunen Niedergörsdorf  i Brandenburg, sydväst om Berlin, där slaget vid Dennewitz stod 1813.

## Befolkningsutveckling
| Befolkningsutvecklingen i Dennewitz 1950–1970                                     | Befolkningsutvecklingen i Dennewitz 1950–1970 | Befolkningsutvecklingen i Dennewitz 1950–1970 | Befolkningsutvecklingen i Dennewitz 1950–1970 | Befolkningsutvecklingen i Dennewitz 1950–1970 |
| --------------------------------------------------------------------------------- | --------------------------------------------- | --------------------------------------------- | --------------------------------------------- | --------------------------------------------- |
|                                                                                   |                                               |                                               |                                               |                                               |
| År                                                                                |                                               |                                               | Folkmängd                                     | Areal (ha)                                    |
| 1950                                                                              | 1950                                          |                                               | 441                                           | ##                                            |
| 1960                                                                              | 1960                                          |                                               | 424                                           | 27                                            |
| 1965                                                                              | 1965                                          |                                               | 262                                           | 27                                            |
| Anm.: Upphörde som tätort 1970. ## Som tätort/befolkningsagglomeration 1920–1950. |                                               |                                               |                                               |                                               |